# Zwentendorf an der Donau
Zwentendorf an der Donau är en ort och kommun  i Österrike. Den ligger i distriktet Tulln och förbundslandet Niederösterreich, 40 km nordväst om huvudstaden Wien.
Kommunen består av elva orter (Ortschaften) (inom parentes invånarantal 1 januari 2024):

- Bärndorf (101)
- Buttendorf (71)
- Dürnrohr (494)
- Erpersdorf (1 521)
- Kaindorf (81)
- Kleinschönbichl (108)
- Maria Ponsee (123)
- Oberbierbaum (215)
- Pischelsdorf (130)
- Preuwitz (130)
- Zwentendorf an der Donau (1 221)